# Chapman Peak
Der Chapman Peak ist ein 2230 m hoher Berg im westantarktischen Ellsworthland. Er ragt an der Ostflanke des Ellen-Gletschers und 8 km nordöstlich des Mount Jumper in den Maglenik Heights im Zentrum der Sentinel Range des Ellsworthgebirges auf.
Der United States Geological Survey kartierte ihn anhand eigener Vermessungen und mithilfe von Luftaufnahmen der United States Navy zwischen 1957 und 1959. Das Advisory Committee on Antarctic Names benannte ihn 1961 nach Captain John H. Chapman von der United States Air Force, der zwischen 1956 und 1957 an der Errichtung der ersten Südpolstation beteiligt war.